# Президентские выборы в Чили (1920)
Президентские выборы в Чили проходили в 1920 года по системе выборщиков. Хотя Баррос Боргоньо получил больше голосов избирателей, по голосам выборщиков победу одержал Артуро Алессандри.

## Избирательная кампания
Два основных кандидата на выборах были Артуро Алессандри от Либерального альянса и Луис Баррос Боргоньо от Национального союза (бывшего Либерального союза). Кроме этого, в провинциях Тарапака и Антофагаста был также кандидат от Социалистической рабочей партии Луис Эмилио Рекабаррен. Программы обоих коалиционных кандидатов были очень сходны. Обе коалиции совершали фальсификации выборов. Луис Баррос Боргоньо получил больше голосов избирателей. Однако, по голосам выборщиков голосов было чуть больше у Артуро Алессандри. Согласно избирательной системе в таком случае результаты выборов должны были быть подтверждены на пленуме Национального Конгресса, но Боргоньо и Алессандри договорились о создании Суда чести. Суд отменил два голоса в пользу Алессандри и прибавил ещё один голос в пользу Барроса Боргоньо. Это, тем не менее оставляло перевес в один-единственный голос за Алессандро. При 5 голосах за и 2 — против суд принял это как официальный результат. Таким образом, Артуро Алессандри победил на президентских выборах. 

## Результаты

### Голосование избирателей
Голосование избирателей проходило 25 июня 1920 года. 
| Кандидат               | Партия                          | Голоса  | %      |
| Луис Баррос Боргоньо   | Национальный союз               | 83 100  | 50,10% |
| ---------------------- | ------------------------------- | ------- | ------ |
| Артуро Алессандри      | Либеральный альянс              | 82 083  | 49,49% |
| Луис Эмилио Рекабаррен | Социалистическая рабочая партия | 681     | 0,41%  |
| Всего                  |                                 | 165 864 | 100%   |

### Голосование выборщиков (первоначальное)
Голосование выборщиков проходило 25 июля 1920 года. 
| Кандидат               | Партия                           | Голоса | %      |
| Артуро Алессандри      | Либеральный альянс               | 179    | 50,56% |
| ---------------------- | -------------------------------- | ------ | ------ |
| Луис Баррос Боргоньо   | Национальный союз                | 175    | 49,44% |
| Луис Эмилио Рекабаррен | Социалистическая трудовая партия | 0      | 0,00%  |
| Всего                  |                                  | 354    | 100%   |

### Голосование выборщиков (после суда чести)
Результаты голосования выборщиков были изменены после суда чести 30 сентября 1920 года. 
| Кандидат               | Партия                           | Голоса | %      |
| Артуро Алессандри      | Либеральный альянс               | 177    | 50,14% |
| ---------------------- | -------------------------------- | ------ | ------ |
| Луис Баррос Боргоньо   | Национальный союз                | 176    | 49,86% |
| Луис Эмилио Рекабаррен | Социалистическая трудовая партия | 0      | 0,00%  |
| Всего                  |                                  | 353    | 100%   |